# Bradysia bituberculata
Bradysia bituberculata är en tvåvingeart som beskrevs av Yang och Zhang 2003. Bradysia bituberculata ingår i släktet Bradysia och familjen sorgmyggor. Inga underarter finns listade i Catalogue of Life.